# Жестокий Стамбул
Жестокий Стамбул (тур. Zalim İstanbul) — турецкий драматический телесериал производства Avşar Film. Сериал, состоящий из одного сезона и 136-ти серий, транслировался с 1 апреля 2019 года по 22 июня 2020 года на телеканале Kanal D.
Первые 25 серий были сняты Джевдетом Мерджаном, последующие — Гёкчен Уста и Шенолом Сёнмезом.

## Сюжет
Сехер Йылмаз (Дениз Угур) — истинный пример гордой женщины из Анадолу, которая глубоко привязана к своим принципам. Она живёт вместе со своими тремя детьми, Джемре, Дживаном и Джерен (Сера Кутлубей, Идрис Неби Ташкан и Бахар Шахин, соответственно), и свекровью Нериман, матерью погибшего мужа.
Семья Агаха Карачая (Фикрет Кушкан) могущественна и богата, они живут на берегу Босфора в огромном особняке. Однажды он решает женить своего племянника Недима (Беркер Гювен), который прикован к инвалидному креслу после несчастного случая, произошедшего с ним в детстве. Агах хочет найти для Недима жену из Артвина, откуда он родом.
Жизнь семейства Карачай, которая снаружи выглядит абсолютно спокойной и полной роскоши и богатства, с обратной стороны хранит в себе опасные тайны. Сехер встретится лицом к лицу с самыми большими страхами своей жизни, переступив порог особняка Карачай. Её семье предстоят испытания гневном, амбициями и деньгами. Происходящие события глубоко затронут жизни обеих семей.

## Актёры и персонажи
| Актёр             | Персонаж                |
| ----------------- | ----------------------- |
| Дениз Угур        | Сехер Йылмаз            |
| Озан Долунай      | Дженк Карачай           |
| Симай Барлас      | Дамла Карачай / Йылмаз  |
| Беркер Гювен      | Недим Карачай           |
| Сера Кутлубей     | Джемре Йылмаз / Карачай |
| Идрис Неби Ташкан | Дживан Йылмаз           |
| Айшен Сезерел     | Нериман Йылмаз          |
| Гамзе Демирбилек  | Нуртен                  |

### Выбывшие до финала
| Актёр         | Персонаж                | Эпизоды |
| ------------- | ----------------------- | ------- |
| Фикрет Кушкан | Агах Карачай            | 1-37    |
| Мине Тугай    | Шениз Карачай           | 1-38    |
| Бахар Шахин   | Джерен Йылмаз / Карачай | 1-38    |
| Севджан Сини  | Оя                      | 17-36   |
| Севинч Кумаш  | Башак                   | 30-39   |
| Огуз Пече     | Юсуф                    | 28-39   |

### Прочие
| Актёр        | Персонаж | Эпизоды      |
| ------------ | -------- | ------------ |
| Серай Эрджан | Озге     | 23-25, 28-30 |

## Трансляция
| Сезон     | День и время трансляции | Начало сезона   | Конец сезона | Количество серий в сезоне | Диапазон серий внутри сезона | Год выпуска | Телеканал |
| --------- | ----------------------- | --------------- | ------------ | ------------------------- | ---------------------------- | ----------- | --------- |
| 1-й сезон | Понедельник 20.00       | 1 апреля 2019   | 27 мая 2019  | 9                         | 1-9                          | 2019        | Kanal D   |
| 2-й сезон | Понедельник 20.00       | 9 сентября 2019 | 22 июня 2020 | 30                        | 10-39                        | 2019-2020   | Kanal D   |